# Banyarriquer del roure
El banyarriquer del roure (Cerambyx cerdo) és una espècie de coleòpter polífag de la família dels cerambícids, comú a Catalunya.

## Descripció
És de mida gran, de color quasi tot negre, excepte en els extrems dels èlitres, que són marronosos.

## Biologia
Les seves larves són xilòfagies i s'alimenten principalment de fusta diferents espècies de Quercus. El seu cicle biològic pot durar diversos anys.

## Distribució
Es troba a Algèria, Armènia, Àustria, l'Azerbaidjan, Belarús, Croàcia, la Txèquia, França, Geòrgia, Alemanya, Hongria, l'Iran, Itàlia, Moldàvia, Marroc, Polònia, Espanya, Suècia, Suïssa, Tunísia, Turquia, Ucraïna, i el Regne Unit. Es troba per tota l'Espanya peninsular i Balears.

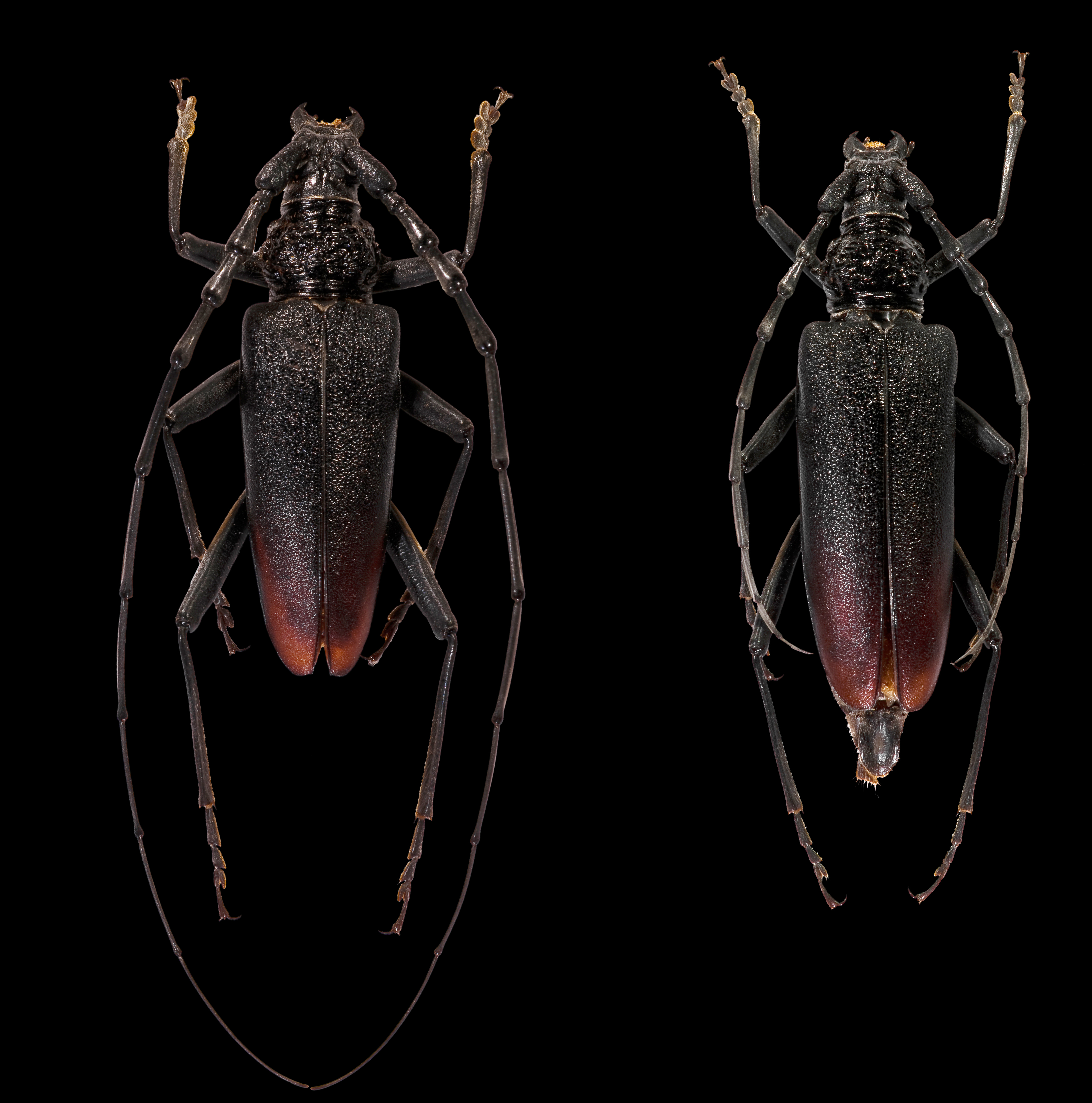
Mascle (esquerra) i femella (dreta).
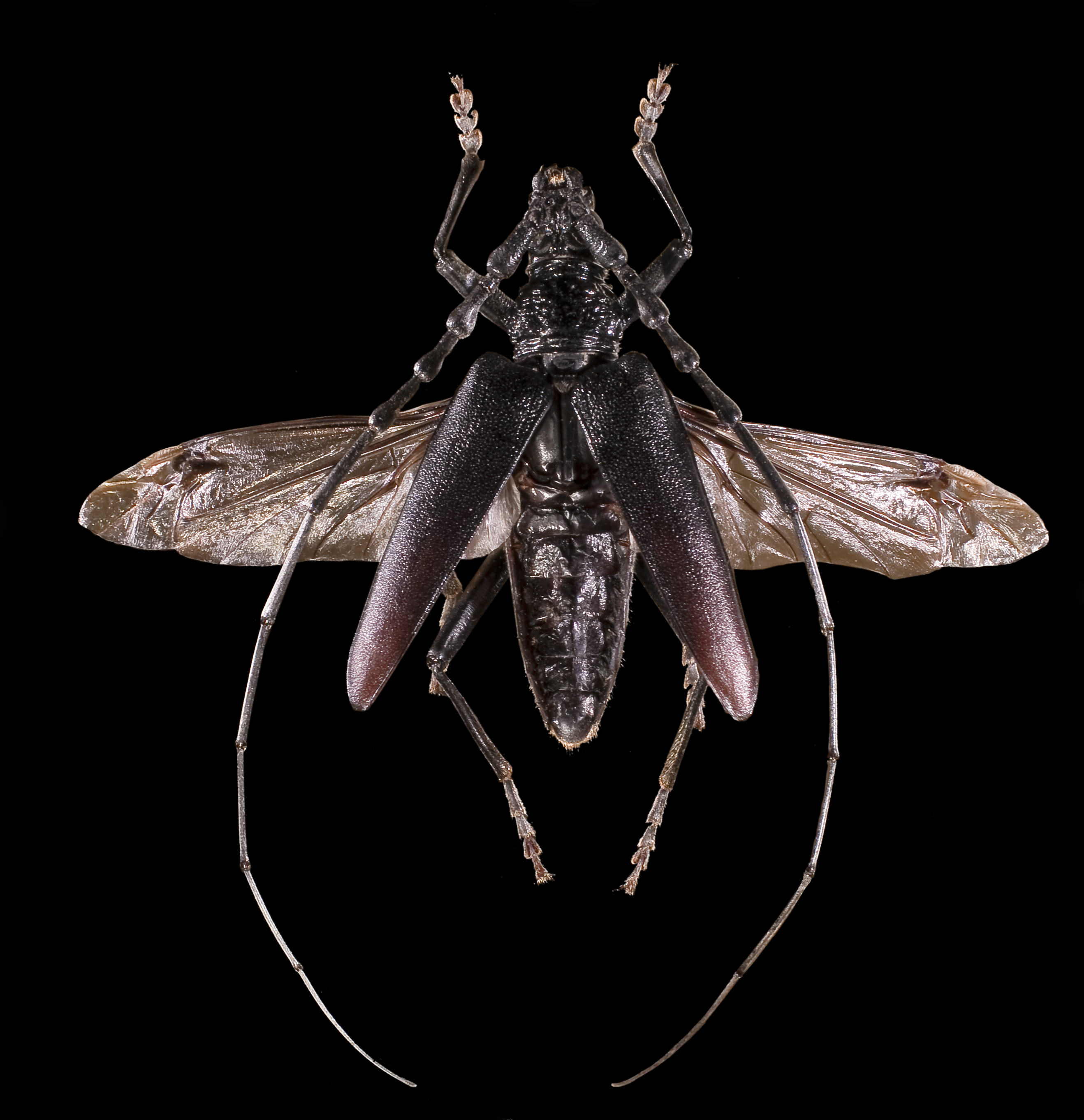
Mascle amb les ales obertes.